# Chapelle de Cocars (Élouges)
La chapelle de Cocars (ou chapelle Notre-Dame de Cocars) est un petit édifice anciennement religieux du XVIIe siècle sis dans le bois d’Épinois à Élouges, en Belgique. Une ancienne chapelle à la Vierge Marie érigée pour, prétendent certains, remplacer un lieu de culte païen devient ermitage au XVIIe siècle. Auprès des anachorètes une école se développe et une nouvelle chapelle est construite vers 1769. L'école est fermée en 1810 et les bâtiments sont sécularisés et vendus. Le culte n'y est plus célébré. L'ancienne chapelle est utilisée comme espace culturel par la commune de Dour.

## Histoire

### Origine
D’après une tradition fantaisiste, bien avant Charlemagne, les Celtes avaient installé, là où se trouve la chapelle, un autel où les druides sacrifiaient le coq à leurs dieux. Malheureusement, ce lieu fut partiellement détruit. De ce fait, des personnalités religieuses auraient ordonné la reconstruction de la chapelle dans un style Renaissance. Elles désiraient pratiquer des exercices de culte. La surface de la chapelle est d'environ 83 m2. Son clocheton contenait une cloche qui, autrefois, appelait les fidèles aux messes célébrées dans cette chapelle.

### Ermitage
Fondé par un prêtre vers 1643–1644, au lieu-dit Cocars, un ermitage s’élève bientôt près de la chapelle dédiée à la Vierge. Dès 1652, deux ermites laïcs s’installent à Élouges. En 1664, un nouveau venu est particulièrement apprécié par la population. Ce qui conduit à la formation progressive d'une petite communauté composée de laïcs.

### École
À partir de 1665, et surtout au début du XVIIIe siècle, une école avec petit internat s’organisent et, l'hiver 1780, les ermites donnent cours à plus de cent cinquante élèves âgés de 8 à 14 ans. En 1783, ils accueillent une vingtaine de pensionnaires provenant même de Flandre ou de France. Cette école répond à un besoin social: sans avoir les moyens de leur payer des études dans des établissements coûteux et éloignés, la classe moyenne souhaite offrir à ses enfants une solide instruction.
Les pensionnaires de l’école doivent se soumettre à un règlement introduit en 1787 par le Frère Bernardin Cartier.
Mais la Révolution française passe par là également et en 1810, les autorités communales, devenues propriétaires des lieux, estiment l’école inutile. Elles mettent en vente les bâtiments qu'achète le riche baron Jean-Jacques de Royer. Dès ce changement de propriétaire, l’ermitage va se dégrader lentement.

### Ducasse et folklore
Lors de sa vente en 1812, l’ermitage était constitué d’une chapelle et de deux maisonnettes. En mars 1826, la guinguette, local entièrement rétabli à neuf, voisine de la chapelle, est offerte en location à l’occasion de la fête de Cocars, une ducasse qui remonte aux années 1820.
Vers 1890, la ducasse de Cocars dite « aux figues », connaît une très grande vogue. Les habitants de Dour avaient à cœur de s’y montrer. En 1904, la ducasse se prolonge même aux lundis de Pâques. Cependant, elle périclite après la Première Guerre mondiale et semble disparue lorsqu’éclate la Seconde.
À la fin des années 1950, avec l’urbanisation croissante du village, une tentative est faite de ressusciter la fameuse ducasse. Dès avril 1948 les habitants d’un nouveau quartier, la 'Cité du Repos' (dit aussi 'Cité de Cocars'), lancent une kermesse, sur une partie du bois d’Épinois, bientôt baptisée du nom accrocheur de « Ducasse des Cocars ».

## Description

### Intérieur
- La porte est rectangulaire, assez étroite, surmontée d’un fronton de style dorique grec.
- Le sanctuaire est occupé par un autel en bois peint où trône la statue de la ‘Vierge de Cocars’ qui mesure 1,45 m de hauteur et qui tient dans ses bras l’Enfant Jésus. Cette statue est faite de bois de tilleul ; elle est de style Louis XIV et polychrome. Elle cache un tableau qui représente l’œil de Dieu dans un triangle. Au bas de l’autel: 6 chandeliers en bois peints en blanc. Le fronton, constitué d’une niche, est supporté par trois têtes d’angelots, le tout encadré par deux anges. L’ensemble est en bois polychrome. La statue aurait des propriétés miraculeuses.
- Le mausolée du baron de Royer, en pierre bleue, est surmonté de deux statues en marbre blanc : deux pleureurs - dits 'les Brayoux' - fruits de la dévotion populaire. L'un, à gauche, est appelé 'Jean qui rit' : il mesure 77 cm de haut et pèse 49 kg. Le second, à droite, se nomme 'Jean qui pleure': il mesure 77 cm et pèse 40 kg. Le mausolée porte l’inscription suivante : "Tombeau ordonné par Messire Pierre Ignace, baron de Royer, décédé le 15 février 1795 et la Dame Marie de Tenery Vivien, dernière de l'ancienne famille de ce nom, décédée le 1er octobre 1770". Autrefois, les mamans allaient implorer ‘Notre Dame de Cocars’ pour que leurs bébés cessent de pleurer (« brayer ») à tout moment.
- Les murs enduits de plâtre blanchi à la chaux vive sont couverts d’une vingtaine de panneaux (des obiits?) disposés en losange, honorant la mémoire les membres de la famille de Royer ou de leurs alliés. Ces panneaux portent les dates de décès des membres de la famille.
- Les sépultures : le 2 octobre 1720, les ermites obtiennent de l’archevêque de Cambrai, la permission d’être enterrés dans la chapelle de la Vierge. Sont ainsi inhumés dans la chapelle :
  - Frère Pacifique, le 21 janvier 1742, âgé de 64 ans
  - Frère Philippe, le 20 septembre 1746
  - Frère Arsène, le 21 décembre 1771, âgé de 77 ans
  - Frère Joseph, le 23 décembre 1776, âgé de 65 ans (de son vrai nom Étienne Abrassart), le dernier inhumé dans la chapelle.
  - Des fouilles ont, par ailleurs, permis de découvrir les squelettes de deux hommes dont l’un serait Charles Hecquet, décédé en 1807.

### La crypte
- Une dalle en pierre bleue, scellée au sol et portant en son milieu un anneau de fer, permet l’accès à la crypte, en sous-sol.

La crypte a exactement la configuration du sanctuaire. Les niches destinées à recevoir les défunts de la famille de Royer de Dour de Fraula sont arrangées en demi-cercle. Dix-huit membres de cette famille ont reposé dans cette crypte. La dernière inhumée est la Baronne de Royer de Dour de Fraula en 1992, décédée au château de Bolland à Herve à 82 ans.
Il existe 36 niches, qui occupent le côté droit de la crypte et qui sont répartis en 4 rangées de 9 niches. Longtemps accessible au public la crypte est aujourd’hui fermée aux visiteurs, les tombes étant trop fréquemment vandalisées.

## La légende de Notre-Dame de Cocars
Une légende est attachée à la dévotion pour Notre-Dame de Cocars : « Il y avait dans le bois un cruel seigneur. Le prince Enguerrand était la terreur des bois de la Haine. Un jour, lors d’une course vagabonde, il rencontra une princesse aussi belle que le jour, dont, évidemment, il tomba amoureux. C'était la fille du seigneur de Cocars. Enguerrand, le mauvais à l’âme endurcie, ne put résister. Il l'épousa et sa vie en fut complètement changée. Le couple vécut tendrement uni tel que dans les légendes les plus belles, jusqu'au jour où le fils issu de leur amour fut frappé par la foudre tombée du ciel. Enguerrand invoqua Odin, son dieu, qui resta sourd à ses suppliques. Dès lors, les parents se tournèrent vers la Vierge Marie dont le culte avait été introduit dans la région par des moines missionnaires irlandais. L'enfant ressuscita et ce fut le début de la dévotion populaire pour Notre-Dame de Cocars ».
Autrefois, un pèlerinage était organisé à Cocars pour le culte de la Vierge Miraculeuse. Il y a eu, certaines années, plus de 1 200 pèlerins.

## Pour en savoir plus
Pour en savoir plus et démêler le vrai du faux : Alain Jouret, L’ermitage de Cocars à Élouges : lieu de prière, maison d’éducation, chapelle privée et orgueil d’une région. Mythe et histoire, dans Annales du Cercle d’histoire et d’archéologie de Saint-Ghislain et de la région, VIII, 2000, p. 699-811.